# والتر آترتون (بازیکن فوتبال)
والتر آترتون (انگلیسی: Walter Atherton؛ زادهٔ) بازیکن فوتبال اهل بریتانیا است.
از باشگاه‌هایی که در آن بازی کرده‌است می‌توان به باشگاه فوتبال بلکپول اشاره کرد.